# غسان (اسم)
أصل أسم غسان عربي، وهو اسم ماء في تهامة نزل به عرب من الجنوب، فنسبوا إليه، فكانوا الغساسنة، وواحدهم غسان. وهو اسم علم شخصي مذكر عربي، وله انتشار في العالم العربي. ويعني غسان حدَّة الشباب.
ومن الأسماء ذات الصلة به: غَسْوان غَسّان غَسَّاني غيسانة.

## الشخصيات
- غسان تويني، صحافي، ابن مؤسس جريدة النهار.
- غسان كنفاني، (1936 - 1972)م، كاتب وروائي وصحفي فلسطيني، تم اغتياله على يد جهاز المخابرات الإسرائيلية (الموساد) في 8 يوليو 1972 عندما كان عمره 36 عاما بتفجير سيارته في منطقة الحازمية قرب بيروت، ولقد كتب بشكل أساسي عن مواضيع التحرر الفلسطيني، وهو عضو المكتب السياسي الجبهة الشعبية لتحرير فلسطين.
- غسان موسى كاظم، (1939 - 2013)م، طبيب عيون عراقي.
- غسان اسطفان، ممثل وممثل صوت لبناني
- غسان صليبا، مطرب لبناني